# Prioniturus montanus
Prioniturus montanus là một loài vẹt trong họ Psittacidae. Nó là loài đặc hữu ở phía bắc đảo Luzon thuộc Philippines.